# Pycnopogon hirsutus
Pycnopogon hirsutus là một loài ruồi trong họ Asilidae. Pycnopogon hirsutus được Becker miêu tả năm 1913. Loài này phân bố ở vùng Cổ Bắc giới và châu Á.